# Ujung Barat
Ujung Barat is een bestuurslaag in het regentschap Aceh Tenggara van de provincie Atjeh, Indonesië. Ujung Barat telt 190 inwoners (volkstelling 2010).